# ناوشکن کلاس بیسان
ناوشکن کلاس بیسان (به انگلیسی: Bisson-class destroyer) یک کلاس از کشتی است که طول آن ۷۸٫۱ متر (۲۵۶ فوت ۳ اینچ) می‌باشد.